# Ambassade de Guinée en Turquie
L'ambassade de Guinée en Turquie est la mission diplomatique officielle de la république de Guinée en république de Turquie, située à Ankara.

## Liste des ambassadeurs
| N° | Nom et prénoms                 | titre de fonction   | Début           | Fin             |
| -- | ------------------------------ | ------------------- | --------------- | --------------- |
| 01 | Daouda Bangoura                | ambassadeur         |                 | 4 février 2022  |
| 02 | Binta Telliwel Diallo          | Chargé des affaires | 9 février 2022  | 23 janvier 2023 |
| 03 | Général 2e section Oumar Kandé | ambassadeur         | 23 janvier 2023 | En cours        |

## Voir également
- Relations turco-guinéenne
- Liste des missions diplomatiques en Turquie
- Liste des missions diplomatiques de la Guinée

## Liens
- https://www.embassypages.com/guinee-ambassade-lahavane-cuba